# Kigeli I Mukobanya
Kigeli I Mukobanya va ser mwami del regne de Ruanda entre els anys 1378 i 1418.
El seu regnat es va caracteritzar per la infiltració i atacs per sorpresa vora el palau al turó de Kigali de l'exèrcit del rei Cwamali de Bunyoro a Uganda.
Kigeli, juntament amb el seu fill Sekarongoro, va dur a terme una lluita defensiva contra l'exèrcit de Cwamali al voltant del que és la ciutat moderna de Kigali. Sekarongoro I Mutabazi es va ferir al front i va dessagnar, cosa que va obligar l'exèrcit de Ruanda a retirar-se.
El rei Kigeli I Mukobanya es va retirar del seu palau amb les seves vaques i es va tornar a posicionar a través del riu Nyabarongo. L'exèrcit de Cwamali va cremar la seva casa i va plantar un arbre de victòria a Runda. Després van travessar el riu i van perseguir Kigeli I. En aquest moment, l'exèrcit de Kigeli I Mukobanya s'havia reorganitzat i va tornar amb una poderosa contraofensiva. L'exèrcit de Bunyoro va patir nombroses baixes i una gran derrota. Alguns van ser capturats com a presoners de guerra. Als captius de Banyoro els mutilaren els dits i els polzes i els enviaren de tornada a Bunyoro com a missatge per infondre por al rei Cwamali. Alguns estudiosos afirmen que Kigeli I Mukobanya va conquistar i governar Bunyoro i Buganda considerant que correspon alm "Kigala Mukabya" de la història oral de Buganda.